# Isabella II av Spanien
Isabella II av Spanien, född 10 oktober 1830 i Madrid, död 9 april 1904 i Paris, var Spaniens regerande drottning mellan 1833 och 1868. Hon var dotter till Ferdinand VII av Spanien och dennes fjärde hustru och tillika systerdotter Maria Christina av Bägge Sicilierna.

## Biografi

### Barndom
Eftersom Ferdinand VII:s tre första äktenskap var barnlösa och hans fjärde gemål endast födde döttrar, utfärdade Ferdinand 1830 ett dekret om att återinföra kvinnlig tronföljd för att göra det möjligt för hans dotter Isabella att ärva tronen. 
Efter sin fars död 1833 tillträdde Isabella tronen som treåring med sin mor som förmyndarregent under hennes minderårighet. Isabellas rätt till tronen ifrågasattes av hennes farbror Don Carlos, hertig av Molina, som inte godkände kvinnlig tronföljd och därför ansåg sig vara Spaniens rättmätige monark. För att försäkra sig om den frisinnade spanska befolkningens stöd mot den klerikale don Carlos, utfärdade Isabellas mor och förmyndarregeringen 1834 en konstitutionell författning. 
År 1840 tilltvingade sig general Espartero makten och blev diktator och Isabellas mor, Maria Christina, tvingades avstå från regentskapet och lämna Spanien.

### Regering
År 1843 störtades Espartero genom en militärrevolt och flydde utomlands. Den femtonåriga Isabella förklarades myndig och revoltledaren, general Ramón Narváez, övertog posten som regeringschef. 
Stödd av den katolska kyrkan förde Isabella nu en reaktionär politik. År 1851 fastslogs genom ett konkordat med påven att katolicismen var den enda tillåtna religionen och skolorna och censuren ställdes under kyrkans kontroll. Från 1865 blev tidningarna föremål för hård kontroll och politiska föreningar förbjöds. Trots sin religiösa politik anses monarken personligen ha fört ett vidlyftigt privatliv. År 1868 utnämnde Isabella sin påstådde älskare, Carlos Marfori, till minister, vilket utlöste öppen konflikt mot hennes regering. 
Amiral Tapete skickade ut en revolutionär appell den 18 september 1868 och de liberala generalerna inom armén slöt sig bakom honom. Strider uppstod och nästan alla kungliga trupper gick över till revoltörerna. Den 29 september 1868 flydde Isabella till Frankrike och förklarades avsatt. Isabella abdikerade år 1870 formellt till förmån för sin son, den framtida Alfons XII av Spanien.

### Exil
I maj 1869 sammanträdde Cortes för att välja en ny monark. Denna tronföljdsfråga utlöste fransk-tyska kriget 1870–1871. År 1870 valdes den italienske kungens näst äldste son till kung av Spanien under namnet Amadeus I av Spanien. Denne lade ned kronan 1873, då han kände sig trött och isolerad på grund av främlingshat. Carlisterna revolterade igen och Ferdinands bror, don Carlos, som vägrat erkänna Isabellas arvsrätt till tronen, förklarade sig som konung.
En militärkupp ägde sedan rum, som gjorde marskalk Francisco Serrano y Domínguez till diktator. Det uppstod då en grupp generaler som var besvikna på republiken och dessa tog kontakt med den avsatta Isabellas son, som accepterade och i december 1874 utropades till kung under namnet Alfons XII av Spanien.

## Familj
Isabella gifte sig i Madrid den 10 oktober 1846 med sin dubbelkusin Frans av Assisi (1822–1902). Ryktet gjorde dock gällande att flera av barnen hade andra biologiska fäder.
1. Ferdinand av Spanien (född och död 1850)
2. Isabella av Spanien (1851–1931), gift med Gaetano av Bägge Sicilierna (1846–1871)
3. Maria Christina av Spanien (född och död 1854)
4. Alfons XII av Spanien (1857–1885)
5. Maria de la Concepcion av Spanien (1859–1861)
6. Maria del Pilar av Spanien (1861–1879)
7. Maria de la Paz av Spanien (1862–1946) gift med Ludvig Ferdinand av Bayern (1859–1949)
8. Fransisco de Assis av Spanien (född och död 1863)
9. Eulalia av Spanien (1864–1958), gift med Antoine av Bourbon-Orléans (1866–1930)

## Galleri

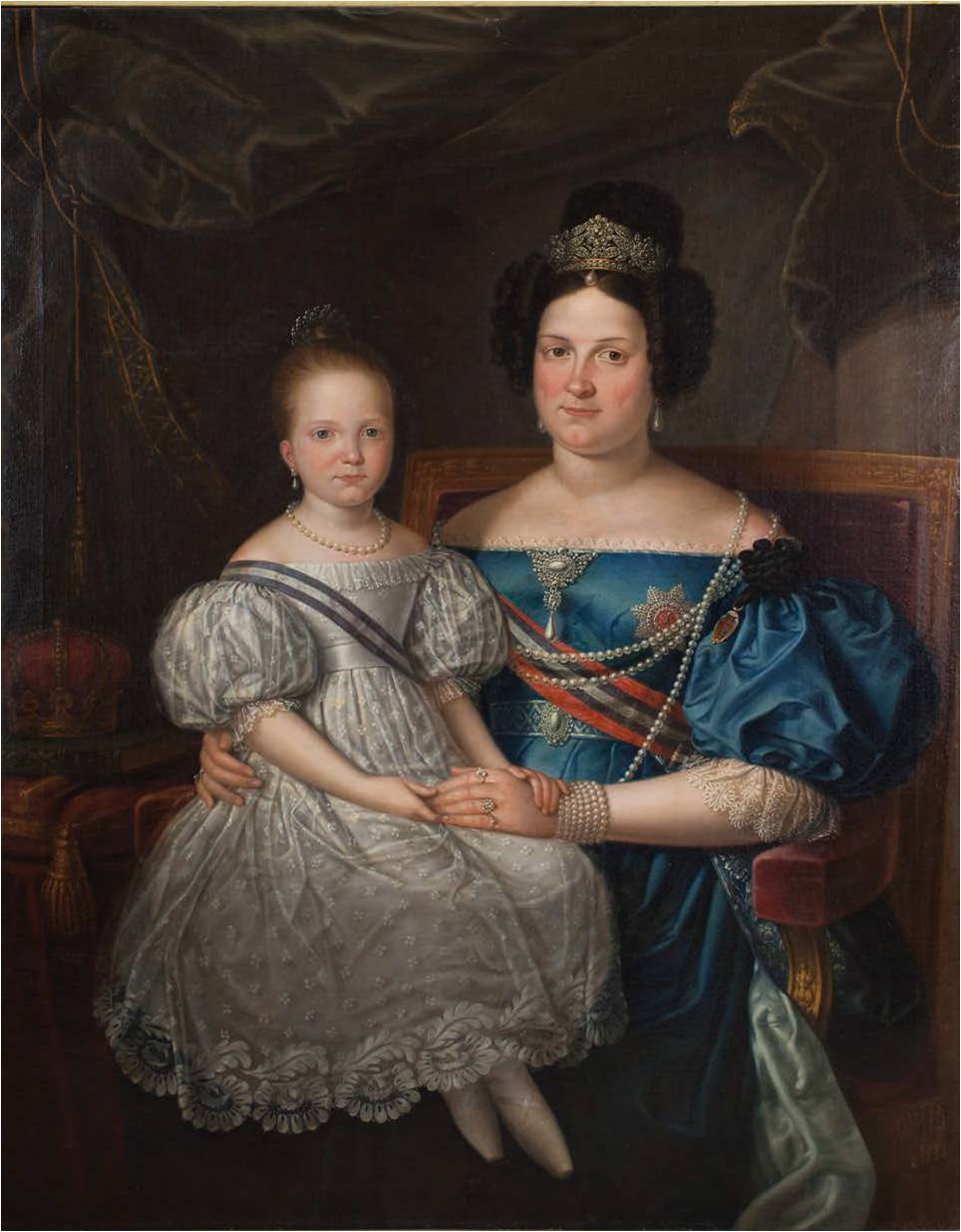
La reina niña Isabel II y su madre, María Cristina de Borbón (Universidad de Cádiz).
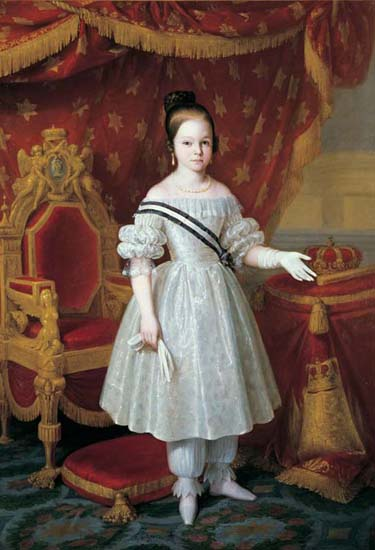
Isabel II de España a la edad de ocho años, de Antonio María Esquivel (Banco de España).
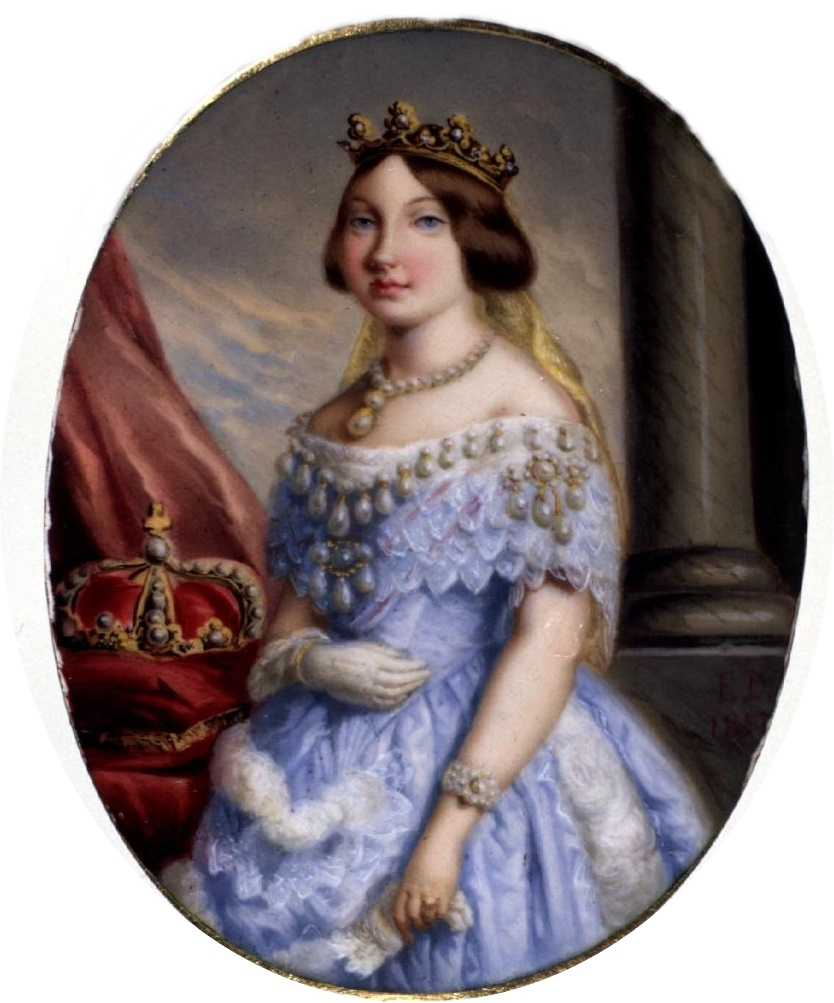
Isabel II, Reina de España.
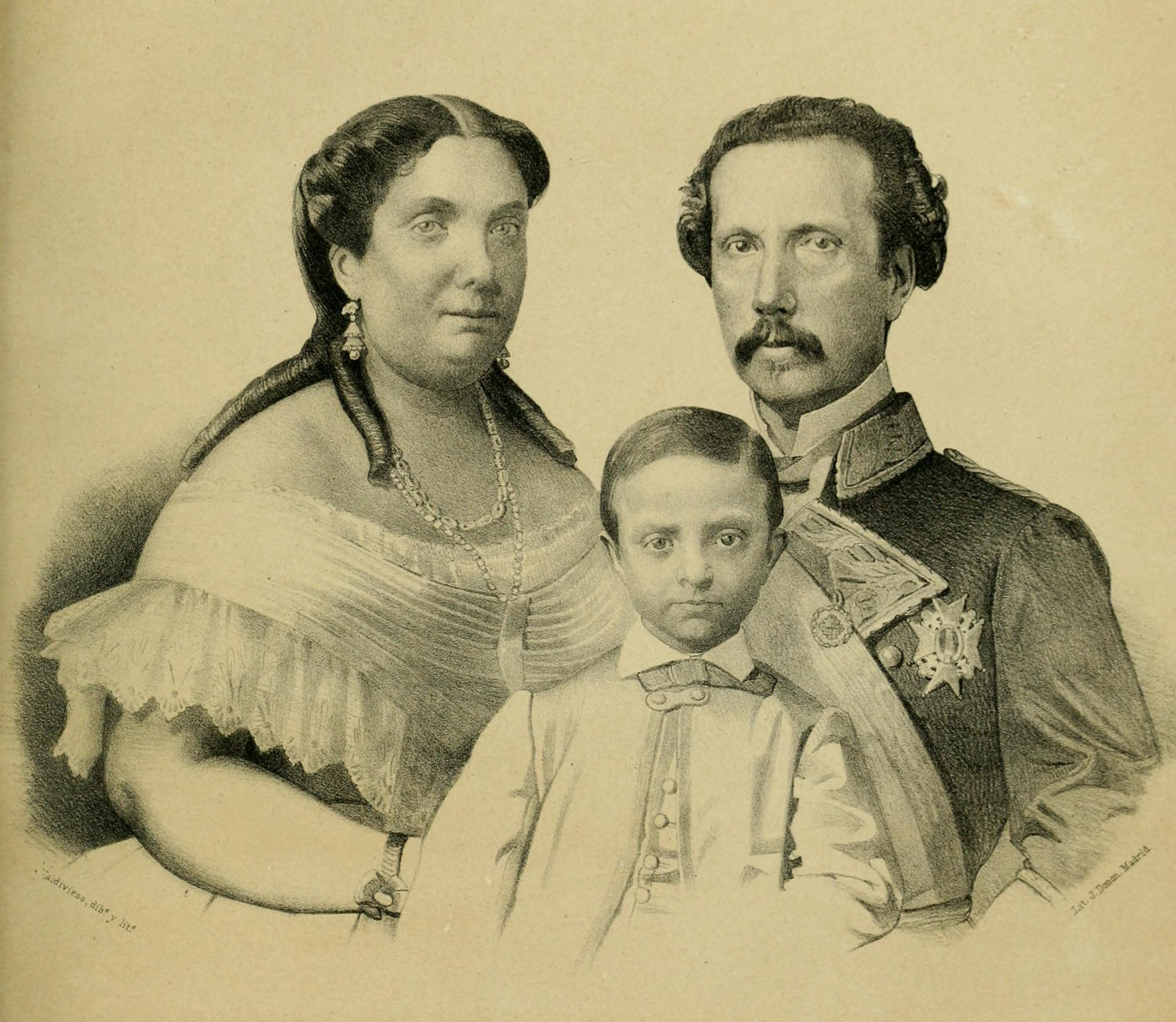
1864, Historia de la Villa y Corte de Madrid, vol. 4, Isabel II, el rey consorte Francisco de Asís y el príncipe de Asturias (cropped).
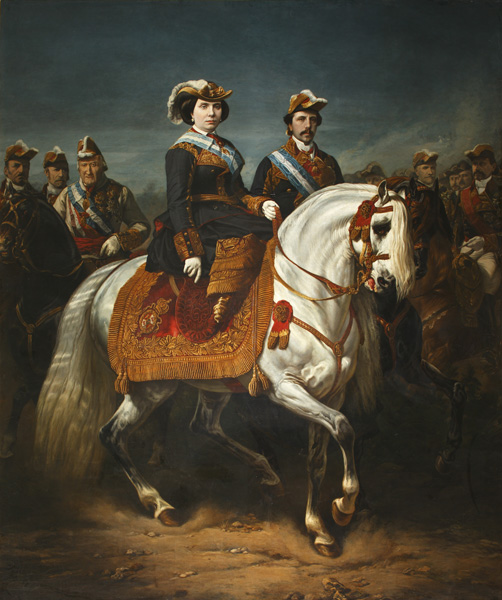
Museo del Romanticismo - CE0122 - Isabel II dirigiendo una revista militar.
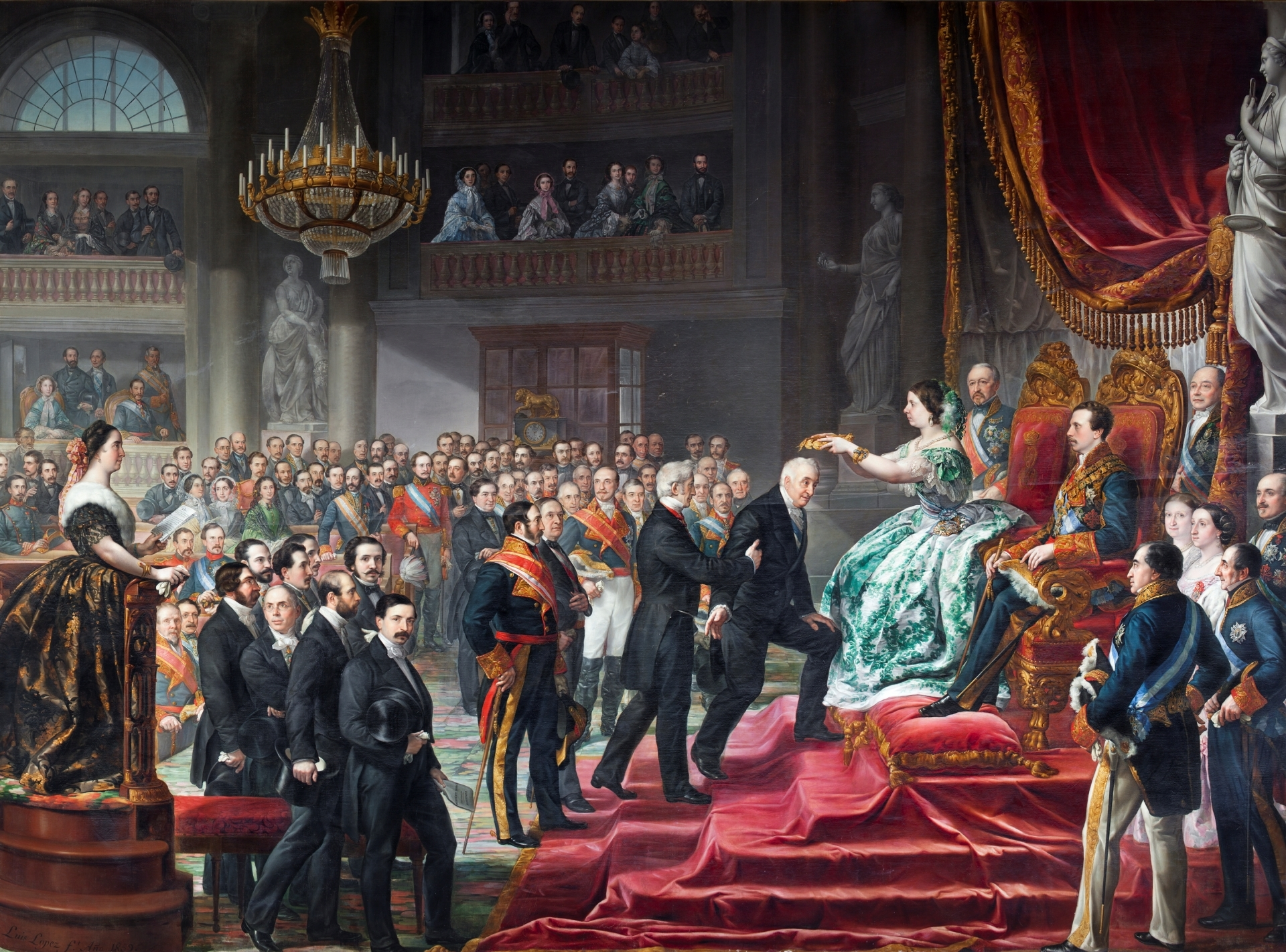
Coronación de Don Manuel J. Quintana (Palacio del Senado de España).
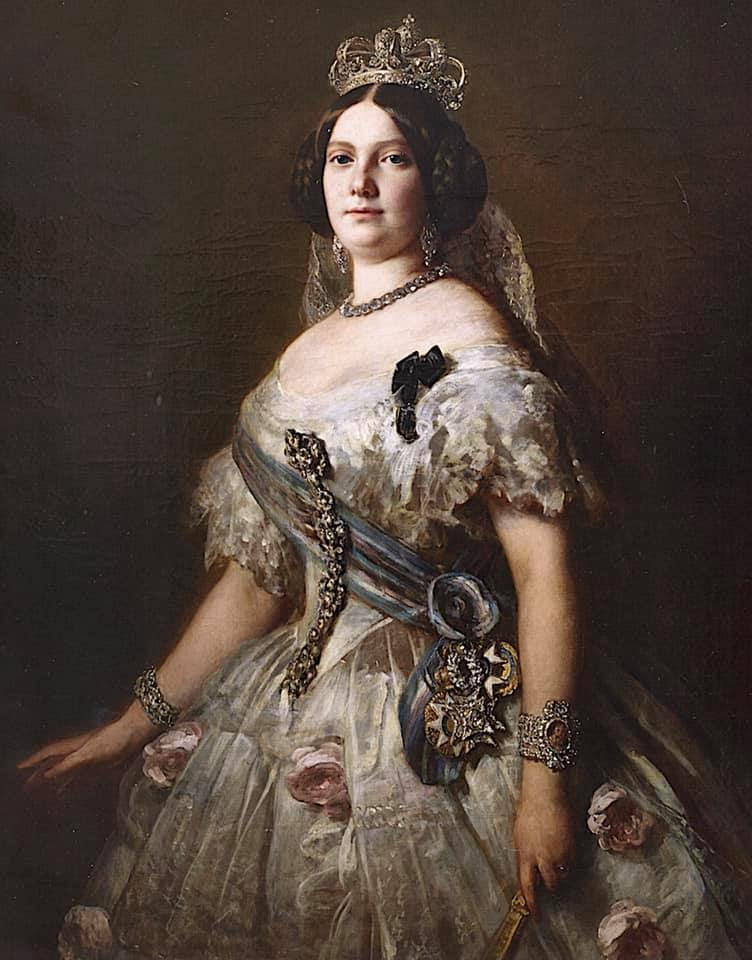
Queen Isabella II of Spain (Winterhalter).
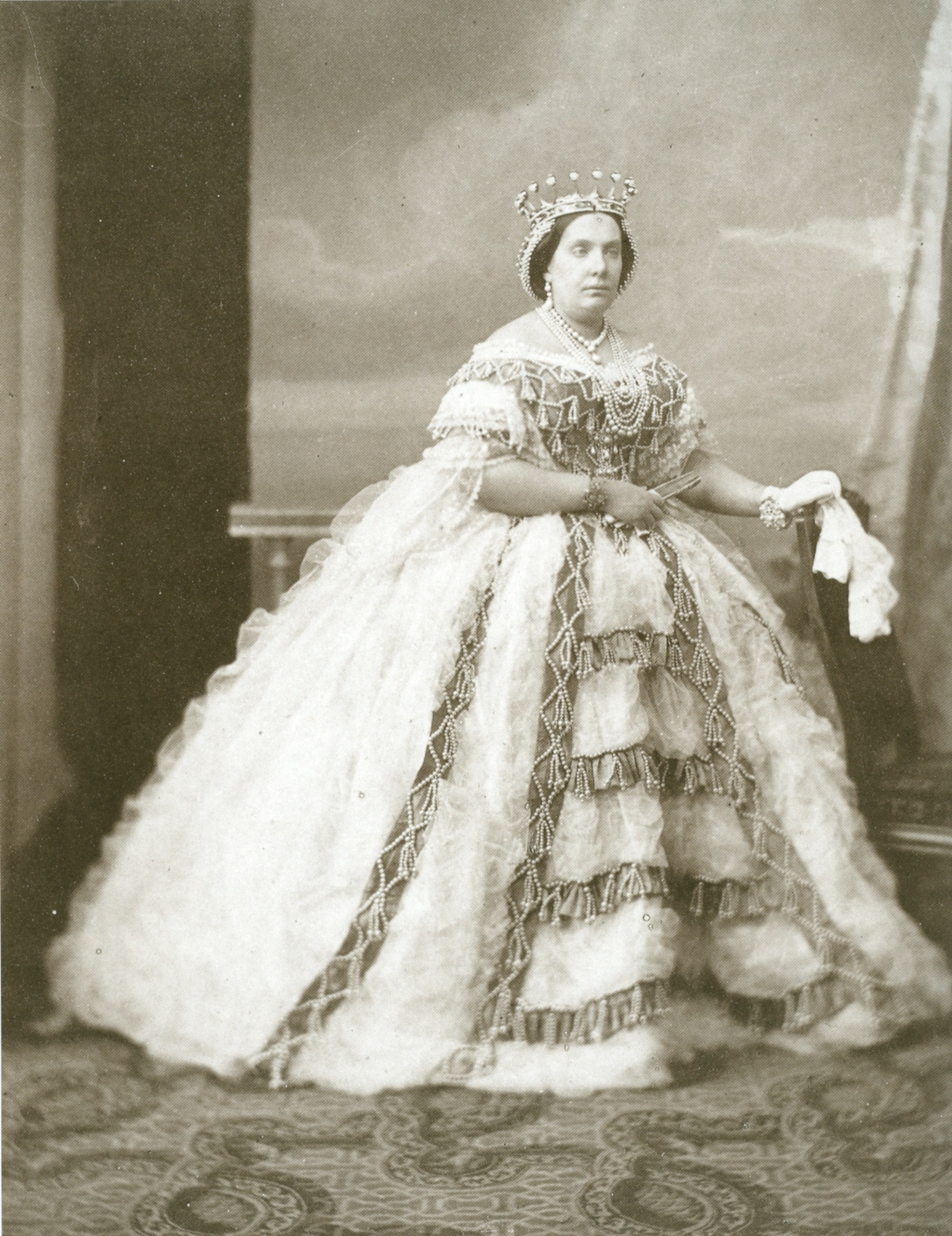
Porträtt av Isabella II av Spanien, 1861.
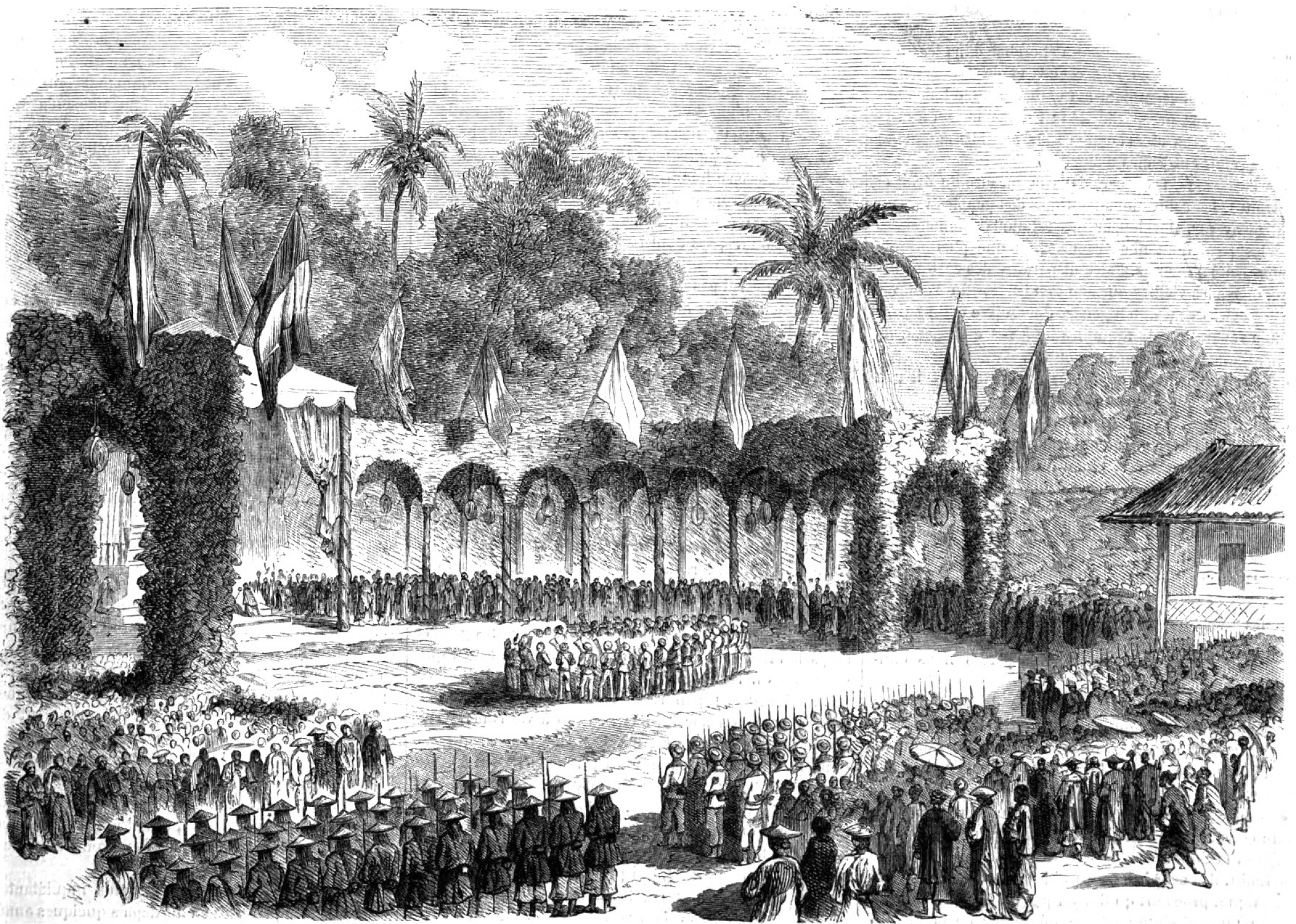
Firandet av högtiden för drottning Isabella II av Spanien i Saigon den 17 januari 1863.
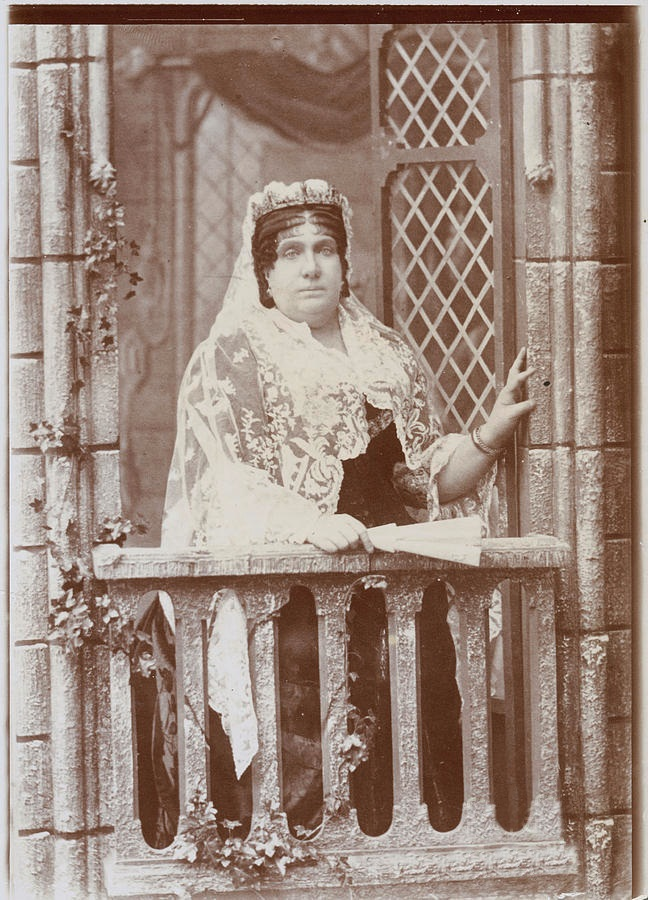
Isabella II of Spain in exile.